# Milán-San Remo 2018
La 109.ª edición de la clásica ciclista Milán-San Remo fue una carrera de ciclismo en ruta en Italia que se celebró el 17 de marzo de 2018 con inicio en la ciudad de Milán y final en la ciudad de San Remo sobre un recorrido de 291 kilómetros.
La carrera hizo parte del UCI WorldTour 2018, siendo la octava competición del calendario de máxima categoría mundial.
La carrera fue ganada por el corredor italiano Vincenzo Nibali del equipo Bahrain-Merida, en segundo lugar Caleb Ewan (Mitchelton-Scott) y en tercer lugar Arnaud Démare (Groupama-FDJ).

## Recorrido
La Milán-San Remo dispuso de un recorrido total de 291 kilómetros donde la gran mayoría es sobre terreno llano, con los pasos intermedios de puertos como el Turchino en la mitad de la carrera, los Capos (Mele, Cervo, Berta), y la cota más exigente como la Cipressa, y el Poggio en los últimos kilómetros con una pendiente media del 3,7%, aportando la dureza que pondrá a prueba a los favoritos.

## Equipos participantes
Tomaron parte en la carrera 25 equipos: 18 de categoría UCI WorldTeam; 7 de categoría Profesional Continental. Formando así un pelotón de 175 ciclistas de los que acabaron 164. Los equipos participantes fueron:
| WorldTeams (18)- AG2R La Mondiale - Astana - Bahrain-Merida - BMC Racing Team - Bora-Hansgrohe - Dimension Data - EF Education First-Drapac p/b Cannondale - Groupama-FDJ - Katusha-Alpecin - Lotto NL-Jumbo - Lotto Soudal - Mitchelton-Scott - Movistar Team - Quick-Step Floors - Sky - Team Sunweb - Trek-Segafredo - UAE Team Emirates Equipos continentales profesionales (7)- Bardiani CSF - Cofidis, Solutions Crédits - Gazprom-RusVelo - Israel Cycling Academy - Nippo-Vini Fantini-Europa Ovini - Team Novo Nordisk - Wilier Triestina-Selle Italia |
| |

## Clasificación final
- Las clasificaciones finalizaron de la siguiente forma:[5]

| \| Clasificación general \| Clasificación general \| Clasificación general \| Clasificación general \| Clasificación general \| \| Ciclista \| Ciclista \| Equipo \| Tiempo \| \| \| --------------------- \| --------------------- \| ------------------------------- \| --------------------- \| --------------------- \| \| 1.º \| Vincenzo Nibali \| Bahrain-Merida \| 7 h 18 min 43 s \| \| \| 2.º \| Caleb Ewan \| Mitchelton-Scott \| + 0 s \| \| \| 3.º \| Arnaud Démare \| Groupama-FDJ \| + 0 s \| \| \| 4.º \| Alexander Kristoff \| UAE Team Emirates \| + 0 s \| \| \| 5.º \| Jürgen Roelandts \| BMC Racing Team \| + 0 s \| \| \| 6.º \| Peter Sagan \| Bora-Hansgrohe \| + 0 s \| \| \| 7.º \| Michael Matthews \| Team Sunweb \| + 0 s \| \| \| 8.º \| Magnus Cort \| Astana \| + 0 s \| \| \| 9.º \| Sonny Colbrelli \| Bahrain-Merida \| + 0 s \| \| \| 10.º \| Jasper Stuyven \| Trek-Segafredo \| + 0 s \| \| \| 11.º \| Michał Kwiatkowski \| Team Sky \| + 0 s \| \| \| 12.º \| Matti Breschel \| EF Education First-Drapac \| + 0 s \| \| \| 13.º \| Christophe Laporte \| Cofidis, Solutions Crédits \| + 0 s \| \| \| 14.º \| Sacha Modolo \| EF Education First-Drapac \| + 0 s \| \| \| 15.º \| Marco Canola \| Nippo-Vini Fantini-Europa Ovini \| + 0 s \| \| \| 16.º \| Edvald Boasson Hagen \| Dimension Data \| + 0 s \| \| \| 17.º \| Greg Van Avermaet \| BMC Racing Team \| + 0 s \| \| \| 18.º \| Nathan Haas \| Katusha-Alpecin \| + 0 s \| \| \| 19.º \| Elia Viviani \| Quick-Step Floors \| + 0 s \| \| \| 20.º \| Maximiliano Richeze \| Quick-Step Floors \| + 4 s \| \| |                      |                                 |                 |
| |                      |                                 |                 |
| Fuente: ProCyclingStats |                      |                                 |                 |
| Clasificación general |                      |                                 |                 |
| Ciclista | Ciclista             | Equipo                          | Tiempo          |
| 1.º | Vincenzo Nibali      | Bahrain-Merida                  | 7 h 18 min 43 s |
| 2.º | Caleb Ewan           | Mitchelton-Scott                | + 0 s           |
| 3.º | Arnaud Démare        | Groupama-FDJ                    | + 0 s           |
| 4.º | Alexander Kristoff   | UAE Team Emirates               | + 0 s           |
| 5.º | Jürgen Roelandts     | BMC Racing Team                 | + 0 s           |
| 6.º | Peter Sagan          | Bora-Hansgrohe                  | + 0 s           |
| 7.º | Michael Matthews     | Team Sunweb                     | + 0 s           |
| 8.º | Magnus Cort          | Astana                          | + 0 s           |
| 9.º | Sonny Colbrelli      | Bahrain-Merida                  | + 0 s           |
| 10.º | Jasper Stuyven       | Trek-Segafredo                  | + 0 s           |
| 11.º | Michał Kwiatkowski   | Team Sky                        | + 0 s           |
| 12.º | Matti Breschel       | EF Education First-Drapac       | + 0 s           |
| 13.º | Christophe Laporte   | Cofidis, Solutions Crédits      | + 0 s           |
| 14.º | Sacha Modolo         | EF Education First-Drapac       | + 0 s           |
| 15.º | Marco Canola         | Nippo-Vini Fantini-Europa Ovini | + 0 s           |
| 16.º | Edvald Boasson Hagen | Dimension Data                  | + 0 s           |
| 17.º | Greg Van Avermaet    | BMC Racing Team                 | + 0 s           |
| 18.º | Nathan Haas          | Katusha-Alpecin                 | + 0 s           |
| 19.º | Elia Viviani         | Quick-Step Floors               | + 0 s           |
| 20.º | Maximiliano Richeze  | Quick-Step Floors               | + 4 s           |

## Ciclistas participantes y posiciones finales
Convenciones:
- AB-N: Abandono en la carrera
- FLT-N: Retiro por llegada fuera del límite de tiempo en la carrera
- NTS-N: No tomó la salida para la carrera
- DES-N: Descalificado o expulsado en la carrera

## UCI World Ranking
La Milán-San Remo otorga puntos para el UCI WorldTour 2018 y el UCI World Ranking, este último para corredores de los equipos en las categorías UCI WorldTeam, Profesional Continental y Equipos Continentales. Las siguientes tablas muestran el baremo de puntuación y los 10 corredores que obtuvieron más puntos:
| Posición   | 1.º | 2.º | 3.º | 4.º | 5.º | 6.º | 7.º | 8.º | 9.º | 10.º | 11.º | 12.º | 13.º | 14.º | 15.º | 16.º-20.º | 21.º-30.º | 31.º-50.º | 51.º-55.º | 56.º-60.º |
| Puntuación | 500 | 400 | 325 | 275 | 225 | 175 | 150 | 125 | 100 | 85   | 70   | 60   | 50   | 40   | 35   | 30        | 20        | 10        | 5         | 3         |

| Clasificación |                    |                  |        |
| Posición      | Ciclista           | Equipo           | Puntos |
| ------------- | ------------------ | ---------------- | ------ |
| 1.º           | Vincenzo Nibali    | Bahrain Merida   | 500    |
| 2.º           | Caleb Ewan         | Mitchelton-Scott | 400    |
| 3.º           | Arnaud Démare      | Groupama-FDJ     | 325    |
| 4.º           | Alexander Kristoff | UAE Emirates     | 275    |
| 5.º           | Jürgen Roelandts   | BMC Racing       | 225    |
| 6.º           | Peter Sagan        | Bora-Hansgrohe   | 175    |
| 7.º           | Michael Matthews   | Sunweb           | 150    |
| 8.º           | Magnus Cort        | Astana           | 125    |
| 9.º           | Sonny Colbrelli    | Bahrain Merida   | 100    |
| 10.º          | Jasper Stuyven     | Trek-Segafredo   | 85     |